# Saicinae
Saicinae is een onderfamilie van roofwantsen. De familie werd voor het eerst wetenschappelijk beschreven door Carl Stål in 1859.

## Taxonomie
De familie bevat de volgende geslachten:

- Bagriella McAtee & Malloch, 1923
- Banarocoris Miller, 1958
- Buninotus Maldonado, 1981
- Caprilesia Gil-Santana, Marques & Costa, 2006
- Choreutocoris Miller, 1957
- Cuernolestes Miller, 1953
- Exaeretosoma Elkins, 1962
- Gallobelgicus Distant, 1906
- Hymenopterites Heer, 1870
- Kiskeyana Weirauch & Forero, 2007
- Madecassosaica Villiers, 1957
- Micropolytoxus Elkins, 1962
- Oncerotrachelus Stål, 1868
- Panagrocoris Miller, 1957
- Paratagalis Monte, 1943
- Polytoxus Spinola, 1837
- Pristicoris Miller, 1952
- Pseudosaica Blinn, 1990
- Quasitagalis Gil-Santana, Oliveira & Zampaulo, 2020
- Saica Amyot & Serville, 1843
- Saicireta Melo & Coscarón, 2005
- Spairapeltis Miller, 1950
- Tagalis Stål, 1860
- Tagalodes Scudder, 1890
- Tolyxopus Villiers, 1969
- Vadonocoris Villiers, 1957
- Villiersella Schouteden, 1951